# Šajince
Šajince (en serbe cyrillique : Шајинце) est un village de Serbie situé dans la municipalité de Trgovište, district de Pčinja. Au recensement de 2011, il comptait 60 habitants.
Šajince est situé sur les bords de la rivière Pčinja.

## Démographie

### Évolution historique de la population
| 1948 | 1953 | 1961 | 1971 | 1981 | 1991 | 2002 | 2011 |
| ---- | ---- | ---- | ---- | ---- | ---- | ---- | ---- |
| 311  | 282  | 253  | 166  | 113  | 79   | 90   | 60   |

|  |